# Bredene

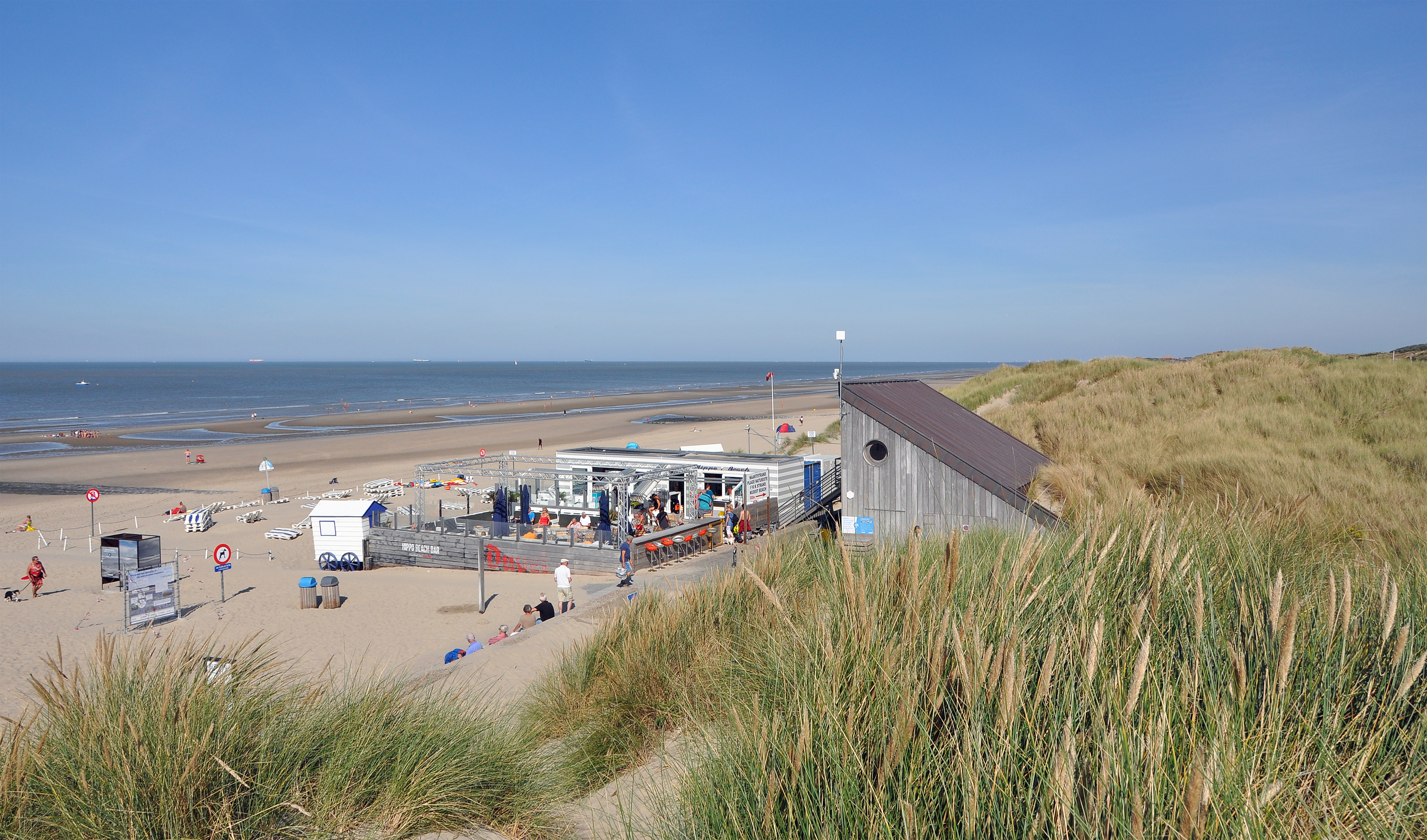
Stranden i Bredene

Bredene är en kommun i Belgien.   Den ligger i provinsen Västflandern och regionen Flandern, i den nordvästra delen av landet, 100 km väster om huvudstaden Bryssel. Antalet invånare är 16 377.
Trakten runt Bredene består till största delen av jordbruksmark. Runt Bredene är det tätbefolkat, med 286 invånare per kvadratkilometer.